# 本牧三之谷
本牧三之谷（ほんもくさんのたに）は、神奈川県横浜市中区の町名。丁番を持たない単独町名である。住居表示実施済み区域。

## 地理
中区の南部にある本牧地区に位置し、東に本牧元町、西に本牧間門、南東に本牧大里町、南西に千鳥町、北に本牧和田と接している。

## 歴史

### 沿革
- 1933年（昭和8年）4月1日 - 本牧町字三之谷、大矢戸、真福寺、矢、下里の各一部をもって本牧三之谷を新設[6]。
- 1938年（昭和13年）4月1日 - 地番整理に伴い、本牧町の一部を編入[7]。
- 1956年（昭和31年）4月24日 - 土地区画整理事業に伴い、本牧三之谷の一部を本牧元町へ編入[8]。
- 1959年（昭和34年）5月12日 - 土地区画整理事業に伴い、本牧町の一部を編入、また本牧元町との境界を変更する[9]。
- 1967年（昭和42年）11月10日 - 埋立地の一部を編入[10]。
- 1969年（昭和44年）2月1日 - 埋立地の一部を編入[11]。
- 1986年（昭和61年）7月21日 - 住居表示の実施に伴い、本牧町の一部を編入。本牧三之谷の一部を本牧原、本牧和田へ編入[12]。
- 1994年（平成6年）9月26日 - 本牧元町、間門町の一部を編入。本牧大里町との境界を変更する[13]。
- 1995年（平成7年）10月16日 - 住居表示実施[13]。

## 世帯数と人口
2025年（令和7年）6月30日現在（横浜市発表）の世帯数と人口は以下の通りである。
| 町丁       | 世帯数    | 人口    |
| ---------- | --------- | ------- |
| 本牧三之谷 | 1,154世帯 | 2,313人 |

### 人口の変遷
国勢調査による人口の推移。
| 年                 | 人口  |
| ------------------ | ----- |
| 1995年（平成7年）  | 2,119 |
| 2000年（平成12年） | 2,119 |
| 2005年（平成17年） | 2,194 |
| 2010年（平成22年） | 2,419 |
| 2015年（平成27年） | 2,370 |
| 2020年（令和2年）  | 2,354 |

### 世帯数の変遷
国勢調査による世帯数の推移。
| 年                 | 世帯数 |
| ------------------ | ------ |
| 1995年（平成7年）  | 822    |
| 2000年（平成12年） | 860    |
| 2005年（平成17年） | 879    |
| 2010年（平成22年） | 1,019  |
| 2015年（平成27年） | 998    |
| 2020年（令和2年）  | 1,030  |

## 学区
市立小・中学校に通う場合、学区は以下の通りとなる（2024年11月時点）。
| 番地 | 小学校             | 中学校             |
| ---- | ------------------ | ------------------ |
| 全域 | 横浜市立間門小学校 | 横浜市立大鳥中学校 |

## 事業所
2021年現在の経済センサス調査による事業所数と従業員数は以下の通りである。
| 町丁       | 事業所数  | 従業員数 |
| ---------- | --------- | -------- |
| 本牧三之谷 | 114事業所 | 677人    |

### 事業者数の変遷
経済センサスによる事業所数の推移。
| 年                 | 事業者数 |
| ------------------ | -------- |
| 2016年（平成28年） | 120      |
| 2021年（令和3年）  | 114      |

### 従業員数の変遷
経済センサスによる従業員数の推移。
| 年                 | 従業員数 |
| ------------------ | -------- |
| 2016年（平成28年） | 818      |
| 2021年（令和3年）  | 677      |

## 施設
- 三溪園
- 本牧市民公園
- 山手警察署 本牧三之谷交番

## その他

### 日本郵便
- 郵便番号：231-0824[3]（集配局：横浜港郵便局[23]）

### 警察
町内の警察の管轄区域は以下の通りである。
| 番・番地等 | 警察署     | 交番・駐在所   |
| ---------- | ---------- | -------------- |
| 全域       | 山手警察署 | 本牧三之谷交番 |